# Богуміловиці (Лодзинське воєводство)
Богуміловиці (пол. Bogumiłowice) — село в Польщі, у гміні Сульмежиці Паєнчанського повіту Лодзинського воєводства.
Населення — 310 осіб (2011).
У 1975-1998 роках село належало до Пйотрковського воєводства.

## Демографія
Демографічна структура станом на 31 березня 2011 року:
|          | Загалом | Допрацездатний вік | Працездатний вік | Постпрацездатний вік |
| -------- | ------- | ------------------ | ---------------- | -------------------- |
| Чоловіки | 155     | 35                 | 106              | 14                   |
| Жінки    | 155     | 27                 | 88               | 40                   |
| Разом    | 310     | 62                 | 194              | 54                   |